# Biomágnesesség
A biomágnesesség az élő szervezetek és mágneses mezők  kölcsönhatásaival kapcsolatos ismeretek és hiedelmek elnevezése, 

## Mágnesesség hatása az élő szervezetekre
Gustav Kramer kutatása során  megfigyelte, hogy a seregélyek képesek észlelni a mágneses mezőt, ami tájékozódásukban segíti őket. Emellett számos állatfajnál találtak bizonyítékokat, hogy a mágneses tér érzékelésére támaszkodnak aktivitásuk során.
A jelentős statikus mágneses terek nincsenek káros vagy gyógyhatással az emberi szervezetre, ahogy több tanulmány sem talált összefüggéseket. 
A villamosság elterjedésével gyorsan változó, nagy energiájú mágneses terek hozhatóak létre, melyek esetenként jelentős elektromágneses sugárzást hoznak létre, amelyek akár károsak is lehetnek az élő szervezetekre (pl. röntgensugárzás).

## Áltudományos állítások
Az alábbi kijelentések kutatásokkal és kísérletileg nem igazoltak, emiatt az áltudományok körébe tartoznak.
A bioenergetika és radiesztézia  foglalkoznak a területtel.

### Emberi mágnesesség
Kijelentések szerint hasonlít az elektromágnesség jelenségéhez, mert műszerekkel is mérhető a vonzási és taszítási erőssége. A bioenergetikában különösen fontos szerepe van a gyógyító biomágneses képességnek. Állítólag minden emberi szervnek megvan a sajátosan rá jellemző, statisztikusan meghatározható biomágnesessége, amelynek betegség esetén a helyreállítása, illetve csökkentése vagy növelése segítheti a beteg gyógyulását. Harasztosi László a biomágnesezés többszörös magyar Guinness-rekordere.
Több tekintetben lényegesen különbözik az elektromágnességtől. A fő különbségek a következők:
- A biomágnesesség előállításához sem technikai eszközre, sem a térerő elektromos modulációjára nincs szükség. Azt az élő szervezetben zajló biokémiai folyamatok hozzák létre. Ezért a biomágnesesség a bioelektromossághoz hasonlóan az egyik legfontosabb életjelenség.
- Ez a fajta mágnesesség nemcsak vasat, hanem bármilyen alapanyagú tárgyat (például műanyagot, élő és élettelen fadarabot, papírt, embert stb.) képes vonzani vagy taszítani.
- Az erőssége megfelelő gyakorlással tudatosan is fejleszthető. Sőt, az erős biomágneses képességgel rendelkező ember aurájában vagy tőle kisebb-nagyobb távolságban befolyásolhatja a térerő teslában mérhető mértékét is.
- A biomágnesesség testi érintés nélkül, lézersugárszerűen koncentrált formában is átvihető más emberekre. Egyéni hasznosítására kisebb-nagyobb mértékben bármely egészséges ember megtanítható.

A növelhetőségében jelentős része van az emberi tudatnak és a genetikai adottságoknak. A bioenergetikában, főként az elektronikus eszközök szinte észrevétlen megbénításában különösen fontos szerepe van a térerő modulálására való képességnek. A bioenergetikai parafenoménoknak nevezett emberek akár önmagukat, akár másokat a szó szoros értelmében megbénították a túl erős biomágnesességgel. Ez a fajta bénulás azonban –  leszámítva az esetleges ijedtséget – csak szándékos támadás esetén veszélyes a megbénítottra, mert általában nem tartalmaz áramerősséget. Szándékosság esetén azonban az áramerőssége elérheti a 10–20 ampert és az 5–10 tesla mértékű térerő-modulációt.

### Mágnesterápia
E módszer filozófiája szerint a sejtjeinket és a szerveinket védőhatású biomágnesesség veszi körül, amely betegség esetén megsérül, s így védtelenek leszünk a környezet egészséget károsító mágneses terei által. Az ezoterikus felfogás szerint tehát, létezik jótékony és ártó mágneses tér. A terápiák állítólagos gyógyító ereje abban rejlik, hogy azok helyreállítják a védő feladattal rendelkező mágneses tér sérüléseit. A statikus mágneses mezők állítólag nyugtató, míg a váltakozó mágneses mezők stimuláló hatást fejtenek ki a szervezetre. Több magyar cég is milliós nagyságrendű büntetést kapott, mert a mágneses készülékeik hatásosságát illetően megtévesztették a fogyasztókat.